# Verktygsfält

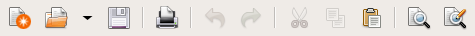
Verktygsfält för gedit i Ubuntu.

Ett verktygsfält (engelska toolbar) är en yta i ett programfönster som innehåller verktyg. Verktygen i fältet visas normalt i form av olika ikoner och erbjuder valda programfunktioner. Många program har exempelvis verktygsikoner för att skapa nytt, öppna, spara och skriva ut. Traditionellt brukar ett programs alla funktioner vara åtkomliga via dess menysystem. Vissa funktioner används dock ofta, och det är då bekvämt att även ha dem lättillgängliga som verktygsikoner i ett verktygsfält.
En verktygsikon kan samtidigt fungera som indikator. I en ordbehandlare kan verktygsikonerna för fetstil, understrykning, textjustering, textfärg med mera direkt indikera sina aktuella inställningar.

## Verktygsfält i webbläsare
Webbläsare stödjer ofta inkorporering av verktygsfält från utomstående leverantörer. Detta kan tillföra webbläsaren nya funktioner och tjänster, dessa kan också utgöra en inkörsport för program med oönskade, oftast dolda, bieffekter (spionprogram). Ett vanligt verktygsfält för webbläsare har ett utförande med sökfunktion och popup-blockerare.
Det har tillkommit fler och fler verktygsfält med åren, några populära är:
- Google Toolbar
- Yahoo! Toolbar
- Bing Bar